# Millstätter Blutsegen
Der Millstätter Blutsegen (auch Millstätter Blutspruch) ist ein gereimter mittelalterlicher Zaubersegen aus der Gruppe der Jordansegen (wozu auch der sogenannte Schlettstädter Blutsegen gehört) bzw. ein Gebet, das zum Wenten, also zum „Abbeten“ von Krankheiten verwendet wurde und in seiner Funktion einem Zauberspruch entspricht. Der Segen bzw. das Gebet sollte zur Blutstillung (zum Beispiel bei Nasenbluten) angewendet werden und stammt aus dem frühen 12. Jahrhundert und wurde wahrscheinlich im späteren Aufbewahrungsort, dem Benediktinerstift Millstatt in Kärnten, in einen älteren lateinischsprachigen Kodex geschrieben. Die Sprache des Textes ist bairisch-alemannisches Mittelhochdeutsch, jedoch noch vor der sich im selben Jahrhundert aus dieser Region ausbreitenden neuhochdeutschen Diphthongierung.

## Herkunft
Der Millstätter Blutsegen ist in zwei mittelalterlichen Versionen erhalten. Die ältere liegt heute in der Österreichischen Nationalbibliothek in Wien und ist im Codex 1705 auf Blatt 32r zu finden. Dieser Codex stammt aus dem Stift Millstatt und wurde erst im 15. Jahrhundert aus Einzelstücken gebunden. Aus diesem Grund wurde vermutet, dass das Blatt, auf dem sich der Blutsegen befindet, eigentlich aus dem Kloster St. Blasien im ehemals vorderösterreichischem Südschwarzwald stammt und nach Auflösung des Klosters 1806 nach Kärnten gebracht wurde. Diese Vermutung konnte bis dato nicht bestätigt oder widerlegt werden. Lauthistorisch driften die bairisch-österreichischen und alemannischen Dialekte auch erst durch die Diphthongierung im 12. Jahrhundert auseinander, weshalb für diese Zeit aus dem relativ kurzen Text nicht genau erkennbar ist, ob die Sprache des Blutsegens eher zur Region Kärnten oder dem Schwarzwald passt.
Eine zweite Version ist in einem oberitalienischen Codex aus dem 9. Jahrhundert zu finden, der sich ab dem 11. Jahrhundert nördlich der Alpen befand und in den im 12. und 13. Jahrhundert mehrere Segen eingeschrieben wurden, unter anderem der Blutsegen. Später war dieser Codex im Besitz des Straßburger Senators Sebastian Mieg und wurde nach dessen Tod 1609 vom schwedischen Gelehrten Johannes Scheffer erworben und vom Elsass nach Uppsala gebracht. 1719 spendeten dessen Erben den Codex an die dortige Universität, wo er sich noch heute im Archiv befindet.

## Text
| Originalfassung | Übersetzung |
| --- | --- |
| Der heligo Christ wart geboren ce Betlehem dann quam erwidere ce Jerusalem da ward er getoufet vone Johanne in demo Jordane Duo verstuont der Jordanis fluz unt der sin runst Also verstant du – bluotrinna durh des heiligen Christes minna Du verstant an der note also der Jordan tate duo der guote sancte Johannes den heiligen Christ toufta verstant du – bluotrinna durh des heliges Christes minna | Der heilige Christus ward geboren zu Betlehem dann kam er zurück nach Jerusalem da ward er getauft von Johannes in dem Jordan Da blieb der Fluß Jordan stehen und auch sein Rinnen Also bleib stehen du – Blutrinnen durch des heiligen Christus Minne Du bleibst stehen aus der Not genau so wie es der Jordan tat wo der gute Sankt Johannes den heiligen Christus taufte bleib stehen du Blutrinnen durch des heiligen Christus Minne. |